# 시바 네가르
시바 네가르(Shiva Negar, 1992년 5월 30일 ~ )는 캐나다의 배우, 모델이다.
이란에서 태어났다.

## 영화
- 플리즈 킬 미스터 노우 잇 올 (2013년)
- 어쌔신: 더 비기닝 (American Assassin, 2017년) - 아니카 역
- The Cuban (2019년)